# Pauline von Obrutschew
Pauline von Obrutschew (russisch Полина Карловна Обручева Polina Karlowna Obrutschewa, geborene Pauline Gaertner (?); * um 1842 in Reval (?), Gouvernement Estland, Russisches Kaiserreich; † 1917) war eine deutschbaltische Schriftstellerin.

## Leben
Pauline stammte aus einer deutschen Familie, die genaue Herkunft ist unklar. Sie wuchs bei Verwandten auf und erhielt eine gute Erziehung. Danach trat sie als Gouvernante in den Dienst von General Alexander Obrutschew für eine seiner Töchter. 
Dort lernte sie dessen Sohn Afanassi kennen, den sie bald heiratete. Ab 1863 lebte die Familie in verschiedenen Orten in Russisch-Polen, wohin ihr Mann als Offizier nach dem dortigen Aufstand abkommandiert wurde, unter anderem in Brest, Radom und Wilna. Pauline von Obrutschew erzog ihre Kinder mit anspruchsvollem Unterricht. Sie sprach mit ihnen deutsch, an einigen Tagen französisch. Sie achtete sehr auf Disziplin und Strukturen.
Nach dem Tod des Mannes 1881 zog Pauline von Obrutschew in ihre angebliche Heimatstadt Reval, wo sie spätestens seit 1898 wahrscheinlich bis zu ihrem Tod lebte. Sie war Mitglied im Deutschen Verein in Estland.

## Ehe und Nachkommen
Paula und Afanassji Obrutschew hatten sieben Kinder
- Alexander Obrutschew (1862–1898)
- Wladimir Obrutschew (1863–1956), wurde ein bedeutender Geologe in Sibirien
- Nikolai Obrutschew (1864–1929), wurde ein Generalleutnant der russischen Armee
- Maria Obrutschewa (–1955)
- Natalja Obrutschewa
- Anna von Obrutschew (Obroutcheff), veröffentlichte Märchen, Reval 1894 Digitalisat[5]
- Ekaterina Obrutschewa

## Werke
Paula Obroutscheff (= Obrutschew) verfasste einige Novellen (und Romane?), die sie in der St. Petersburger Zeitung und dem St. Petersburger Herold publizierte. Außerdem veröffentlichte sie zwei Bücher, in denen sie Briefe ihres Sohnes Wladimir von dessen Reisen durch Sibirien und weitere Literatur verwendete (unter dem Pseudonym O. O.).
- Sibirische Briefe. Eingeführt von Paul von Kügelgen, Duncker & Humblot, Leipzig, 1894 Digitalisat[6]
- Sibirische Erzählungen, Duncker & Humblot, Leipzig, 1894

## Unsichere Herkunft
Pauline gab an, dass ihr Geburtsname Gaertner sei und sie in Reval geboren wurde. Ihr Vatersname war Karlowna, wonach der Vater Carl geheißen haben muss. Ihr Sohn Wladimir Obrutschew gab an, ihr Vater sei lutherischer Pastor gewesen, allerdings ohne weitere Details, ohne Namen und Ort. Ein Pastor Carl Gaertner ist aber in Reval und ganz Estland unbekannt, es gab auch keinen solchen Theologiestudenten in Dorpat, für den Familiennamen Gaertner ist im gesamten Baltikum für diese Zeit bisher keine einzige Person bekannt.
Also sind diese behaupteten Angaben zusammengenommen wahrscheinlich falsch. Pauline von Obrutschew war eine gebildete Frau, die mit ihren Kindern tageweise französisch sprach und die einen bedeutenden Geologen als Sohn hatte. Sie muss aus einem gebildeten und sozial hochstehenden Umfeld gekommen sein, da sie einen russischen Adligen heiratete. Darum ist es unverständlich, warum ihr Vater nicht feststellbar ist. Es gibt die Möglichkeit, dass sie eine uneheliche Tochter einer hochstehenden Persönlichkeit war und diese nicht bekannt geben durfte. Deshalb könnte sie die Legende von einem Pastor erfunden haben, der bei dem Versuch, unkontrollierte Pferde einer Kutsche mit einer Frau und deren Kind aufzuhalten, in jungen Jahren gestorben sei. 
Oder sie wollte eine angebliche baltendeutsche Herkunft behaupten, stammte aber tatsächlich aus einer anderen Gegend.